# 기쿠치 히나
기쿠치 히나(일본어: 菊地 姫奈, 2004년 10월 19일~)는 일본의 그라비아 아이돌이자, 배우이다.